# Sorotan Bele (álbum)
Sorotan Bele fue el primer álbum del grupo musical de Fuenterrabía del mismo nombre (Sorotan Bele). Fue publicado en 1992 a través de la compañía Elkar, y vendió 25.000 copias iniciales. En él se incluye el tema "Arratsalde Honetan", una pista de 2:37 que les dio bastante popularidad.

## Historia y estilo
Un grupo de jóvenes de 16-17 años se habían venido juntando desde 1991 para tocar música, hasta que deciden grabar una maqueta de seis pistas y enviarla a un concurso de Euskadi Gaztea, en el que resultan ganadores. Después de ello, deciden contactar con el sello discográfico Elkar, que les propone grabar cuatro temas más para completar un disco. Finalmente, el álbum incluiría 12 pistas. El éxito de ventas en el País Vasco no se hizo esperar, y comienzan a dar conciertos que les llevarán a diversos enclaves de su región y de otras como Vich o Madrid.
El estilo puede encuadrarse dentro del género Folk, World & Country, etiqueta que engloba diferentes estilos que tienen en común el estar adscritos a una región específica. En el álbum se mezclan sonidos rock y pop con una predominancia de música celta, alternando canciones con temas instrumentales.

## Lista de canciones
| N.º | Título                  | Duración |  |
| 1.  | «Zortzi Orduko Ekaitza» | 4:44     |  |
| 2.  | «Zure Amak Badaki»      | 3:59     |  |
| 3.  | «Argiaren Hiria»        | 5:23     |  |
| 4.  | «Mariñelaren Zai»       | 3:37     |  |
| 5.  | «Arratsalde Honetan»    | 2:37     |  |
| 6.  | «Uxo Zuria»             | 3:22     |  |
| 7.  | «Amodioaren Eza»        | 3:08     |  |
| 8.  | «Atalaia»               | 2:58     |  |
| 9.  | «Orain Bai»             | 2:30     |  |
| 10. | «Amaren Besoetan»       | 2:32     |  |
| 11. | «Ilundu Aurretik»       | 3:40     |  |
| 12. | «Morrisonen Dantza»     | 2:32     |  |